# Hornito (Panama)
Hornito è un comune (corregimiento) della Repubblica di Panama situato nel distretto di Gualaca, provincia di Chiriquí. Si estende su una superficie di 179,3 km² e conta una popolazione di 1.230 abitanti (censimento 2010).